# 索斯尼夫卡 (舒姆西克區)
50°4′24″N 26°1′8″E / 50.07333°N 26.01889°E
索斯尼夫卡（烏克蘭語：Соснівка），是烏克蘭的村落，位於該國西部捷爾諾波爾州，由克列梅涅茨區負責管轄，始建於1545年，面積2平方公里，2001年人口540，人口密度每平方公里270人。